# Morten Wichmann
 Der er for få eller ingen kildehenvisninger i denne artikel, hvilket er et problem. Du kan hjælpe ved at angive troværdige kilder til de påstande, som fremføres i artiklen.

Morten Wichmann Andersen (født 6. december 1989) er en dansk stand-up komiker og tekstforfatter.

## Karriere
Han har i mange år været en fast bidragyder på den danske stand-up scene. Han har udgivet tre soloshows "Morten Wichmann gør sin ting", "Gangsta" og "Helt sikkert", samt ét show "Rage Against The Mainstream" med kollegaerne Michael Schøt, Torben Chris og Martin Nørgaard. Han er ofte politisk i sin komik, og er ikke bange for at ytre sine holdninger. Han er samfundskritisk, men sætter også fokus på hverdagen og relationer i et humoristisk lys.
Han har blandt andet været tekstforfatter på flere sæsoner af TV2s underholdningsprogram Live fra Bremen, Tæt på Sandheden og Quizzen med Signe Molde. Han blev for alvor landskendt gennem TV2 Zulus 4. omgang af Comedy Fight Club, og deltog desuden i 2008 i DM i stand-up, hvor han opnåede en 2. plads. Han var i 2010 medvært på første sæson af liveshowet UPS! Det er live. I marts 2011 startede han podcasten Fup i farvandet med Comedy Fight Club kollegaen Mikkel Malmberg. Denne podcast har en hyggelig og afslappet atmosfære, hvor Mikkel og Morten i hvert afsnit får besøg af en kollega, som de taler med. Sammen med stand-up komikerne Michael Schøt, Elias Ehlers og Mikkel Rask har han fra september 2012 lavet Zulu News. Han har også bidraget med materiale til Dybvaaaaad! med Tobias Dybvad og han har medvirket i Martin Nørgaards Nørgaards netfix.
Morten har haft podcasten Wichmaskinen, siden 2019, der indtil august 2023 var gemt bag en betalingsmur på Podimo. I podcasten får han besøg af forskellige komikere, hvor de jammer og udvikler stand-up materiale. Podcasten udkommer uregelmæssigt (mellem hver uge til hver tredje) på diverse podcast-tjenester.  